# Мшанка (Люблінське воєводство)
Мшанка (пол. Mszanka) — село в Польщі, у гміні Воля-Угруська Володавського повіту Люблінського воєводства.
Населення — 74 особи (2011).
У 1975-1998 роках село належало до Холмського воєводства.

## Демографія
Демографічна структура станом на 31 березня 2011 року:
|          | Загалом | Допрацездатний вік | Працездатний вік | Постпрацездатний вік |
| -------- | ------- | ------------------ | ---------------- | -------------------- |
| Чоловіки | 34      | 4                  | 23               | 7                    |
| Жінки    | 40      | 7                  | 17               | 16                   |
| Разом    | 74      | 11                 | 40               | 23                   |